# Livo, Trentino
Livo là một đô thị ở tỉnh Trento ở vùng Trentino-Alto Adige/Südtirol của Ý, tọa lạc cách 40 km về phía bắc của Trento. Tại thời điểm ngày 31 tháng 12 năm 2004, đô thị này có dân số 903 người và diện tích là 15,2 km².
Livo giáp các đô thị: Rumo, Bresimo, Cagnò, Cis và Cles.